# Calvaire du Montoulon
Le calvaire du Montoulon (quelquefois dénommé calvaire du Mont-Toulon) est un monument religieux catholique qui domine la ville de Privas, dans le département français de l'Ardèche à environ à 427 mètres d'altitude. 
Dominé par trois grandes croix installées sur une pietà monumentale, œuvre du sculpteur et médailleur français Carlo Sarrabezolles, le site dont l'accès est possible par un sentier aménagé, abrite également la chapelle.

## Dénomination
Quelquefois orthographié sous le nom de « calvaire du Mont-Toulon » (comme l'indique le guide vert Michelin ou le site Géoportail de l'Institut géographique national), le sanctuaire, la chapelle et sa pietà monumentale de la colline qui domine les toits de la cité de Privas sont la propriété de la congrégation Sainte-Marie de l'Assomption. Le site web de la ville de Privas privilégie cependant le terme de « Montoulon » comme l'attestent les panneaux indicateurs placés le long du sentier d'accès. 
Par délibération du 25 février 2020, le parc naturel régional des Monts d'Ardèche a pris la décision de labelliser le site en tant que 54e Géosite de l'UNESCO sous le nom de « Montoulon »,.

## Géographie

### Localisation et accès

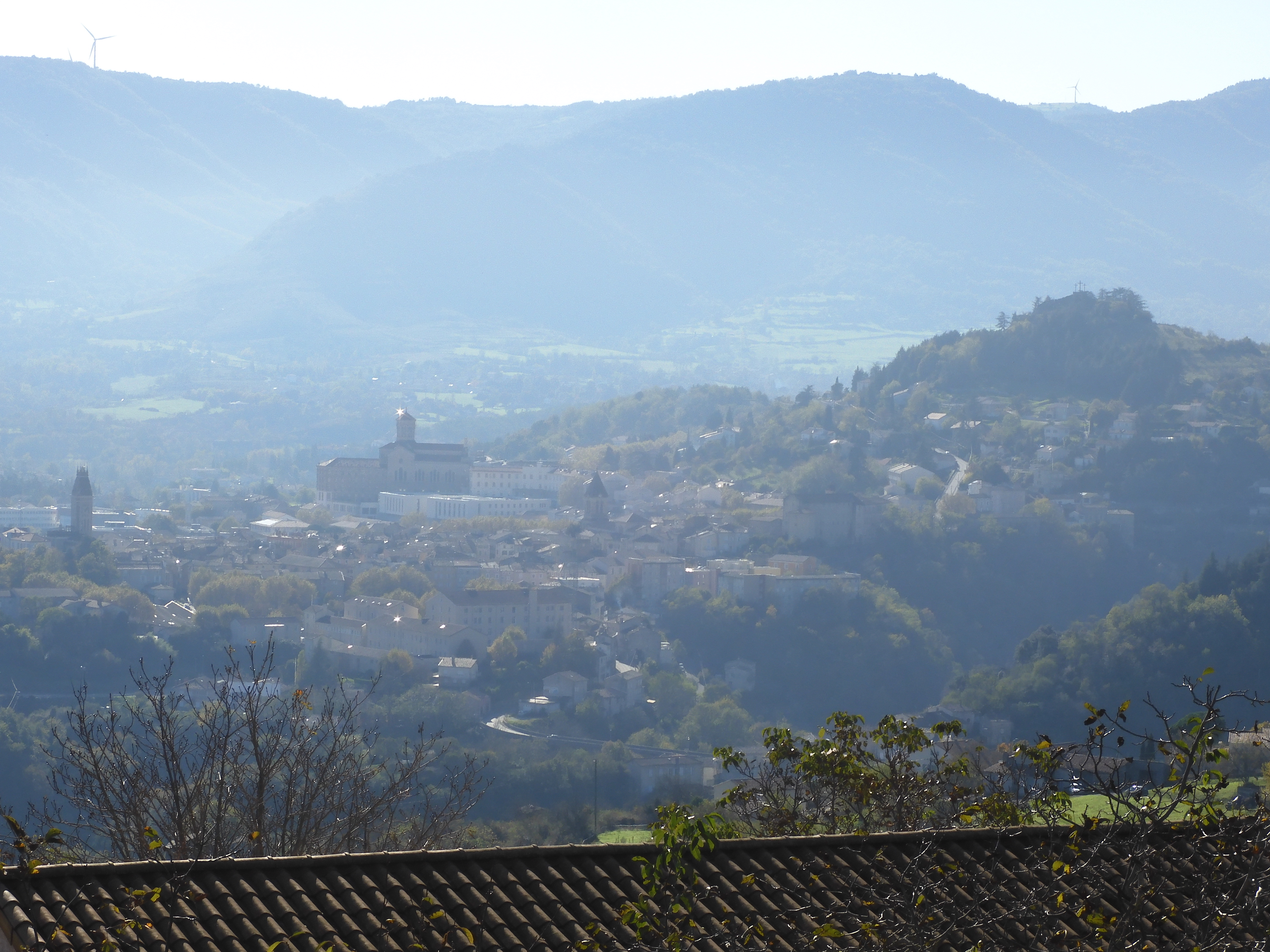
Privas et le calvaire du Montoulon depuis la route du Moulin à Vent.

Le calvaire est situé sur une colline surplombant la ville de Privas, non loin du centre ancien. Il est accessible par plusieurs sentiers balisés dont les plus courts débutent au niveau du boulevard de Montoulon. Cet accès est gratuit et n'est pas recommandé aux personnes à mobilité réduite sans accompagnement en raison de la forte pente. L'accès au site est desservi par la ligne C des transports en commun de Privas.

### Géologie
La colline du Montoulon se présente selon une forme circulaire, culminant à 424 m et dominant l'agglomération privadoise et la vallée de l’Ouvèze. 
Sa partie sommitale est constituée par un corps basaltique d’une centaine de mètres de diamètre installé dans les formations sédimentaires datant du Jurassique et présentant de nombreuses fractures et localise sur une faille d'orientation N.N.E. - S.S.W., l’érosion ayant permis de dégager les basaltes plus résistants que les marnes et calcaires environnants et mis en relief le neck.

## Historique
Situé sur une éminence rocheuse d'origine volcanique, le site du Montoulon a longtemps servi de point de vigie afin de défendre la ville contre des tentatives d'invasion. 
L'endroit a été le théâtre d'un combat qui opposa en 1629 les gardes suisses du roi Louis XIII, face aux derniers huguenots privadois qui s'y étaient retranchés. La chapelle, située à mi-chemin du sommet, a longtemps été un lieu de pèlerinage lié à l'existence très pieuse du père Joseph-Marie Chiron. Le 5 août 1840, le prêtre fait l'acquisition du site du Montoulon et lança la construction des trois croix sans avoir réellement les moyens, mais en comptant sur un geste de ses concitoyens et de généreux donateurs.

## Description

### Le sentier et le belvédère

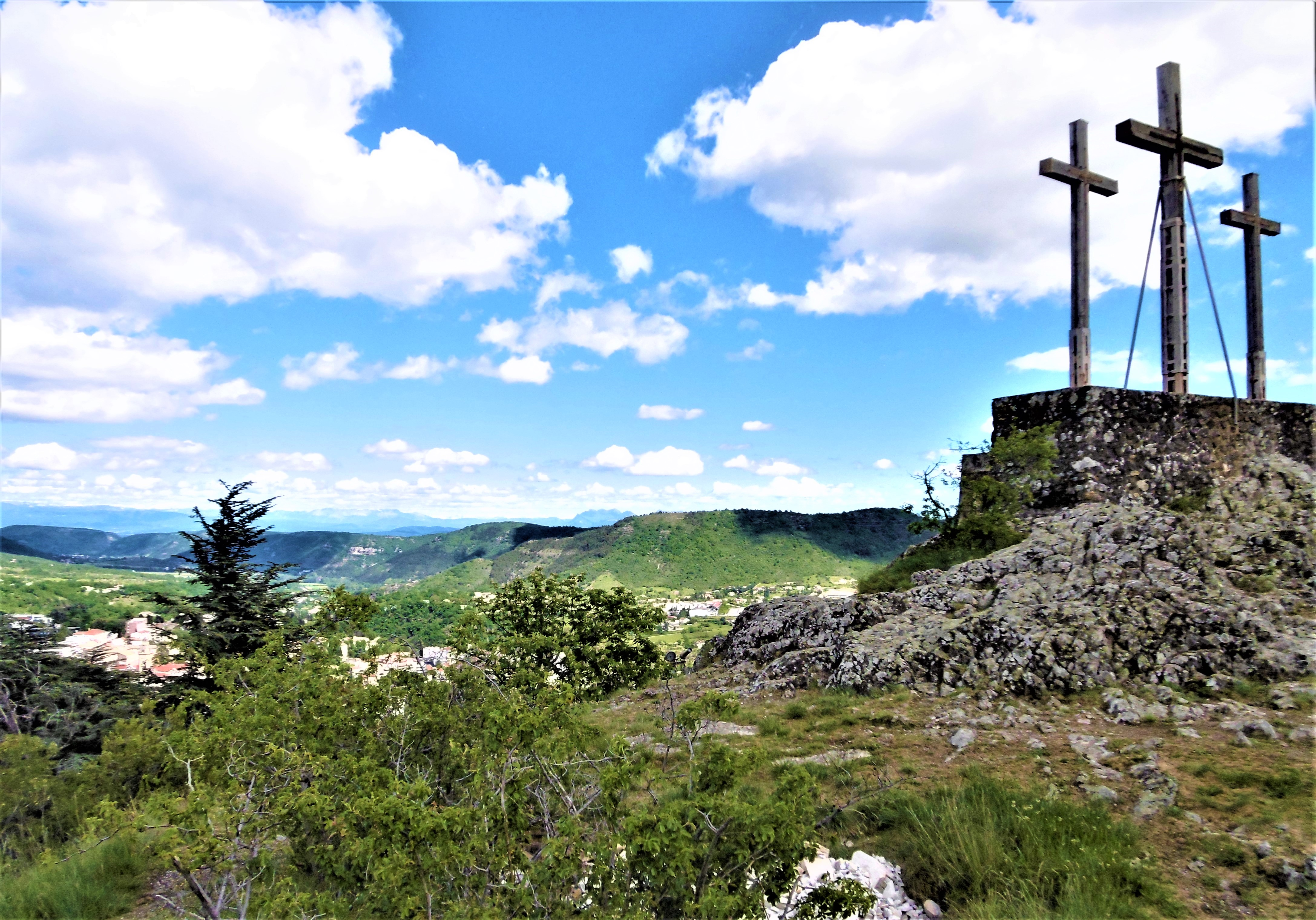
Belvédère du Montoulon.

Le sentier est l'occasion d'une balade à pied d'une heure aller et retour depuis le centre-ville de Privas et permet d'accéder, après avoir suivi un court chemin en forte pente, le niveau d'un promontoire basaltique et un lieu religieux situé à 427 m d'altitude. Le promeneur peut également découvrir sur ses pentes un bel espace boisé où deux ruches ont été installées par la ville de Privas.
La colline domine Privas et la Vallée de l'Ouvèze et offre une vue panoramique sur le plateau du Coiron, le massif du Vercors, et les derniers contreforts des Monts d'Ardèche avant le Rhône. Par beau temps, il est possible d'apercevoir le massif du Mont Blanc.

### La chapelle
Une petite chapelle est située dans un site boisé, à mi-chemin du sentier qui permet aux visiteurs de se rendre au calvaire. Propriété de la congrégation Sainte-Marie de l'Assomption, elle n'est pas ouverte au culte.

### Le monument
Le visiteur qui parvient au sommet découvre tout d'abord la sculpture monumentale de la Pietà créée par le sculpteur Carlo Sarrabezolles (auteur d'autres sculptures au niveau local) en 1955 à la demande de la mère supérieure de l’hôpital Sainte Marie qui avait fait vœu durant l’occupation de Privas par les troupes allemandes durant la Seconde Guerre mondiale d’y faire élever une statue. 
Juste au-dessus de la Pietà, les trois croix installées par le père Joseph-Marie Chiron au milieu du XIXe siècle dominent le site et l'agglomération y compris la nuit, grâce à l'installation d'un éclairage du site.

Quelques photos du site du Montoulon en mai 2021
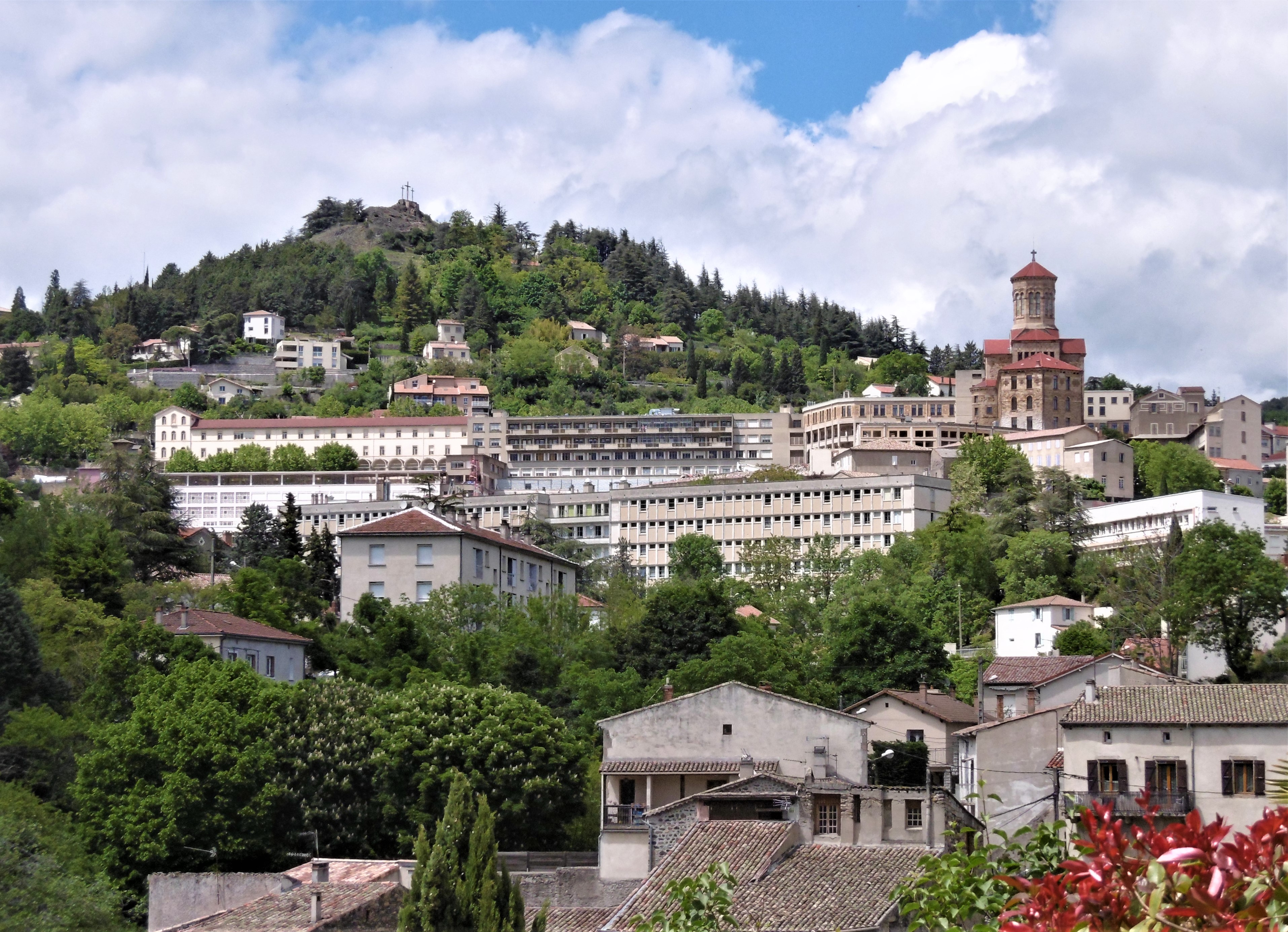
Privas et la colline du Montoulon.
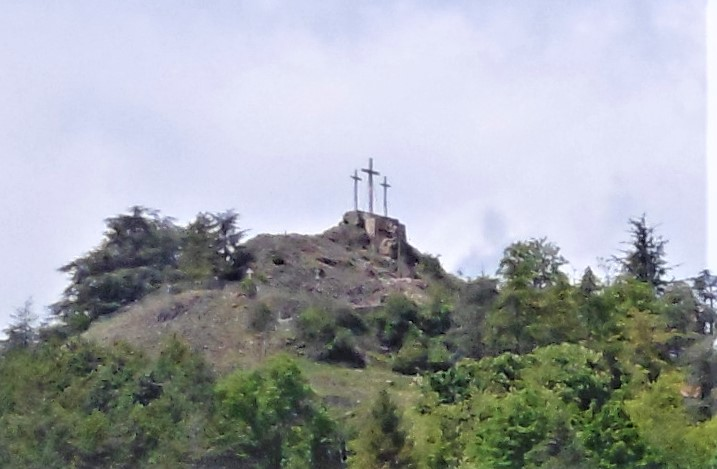
Le Montoulon depuis le pont sur l'Ouvèze.
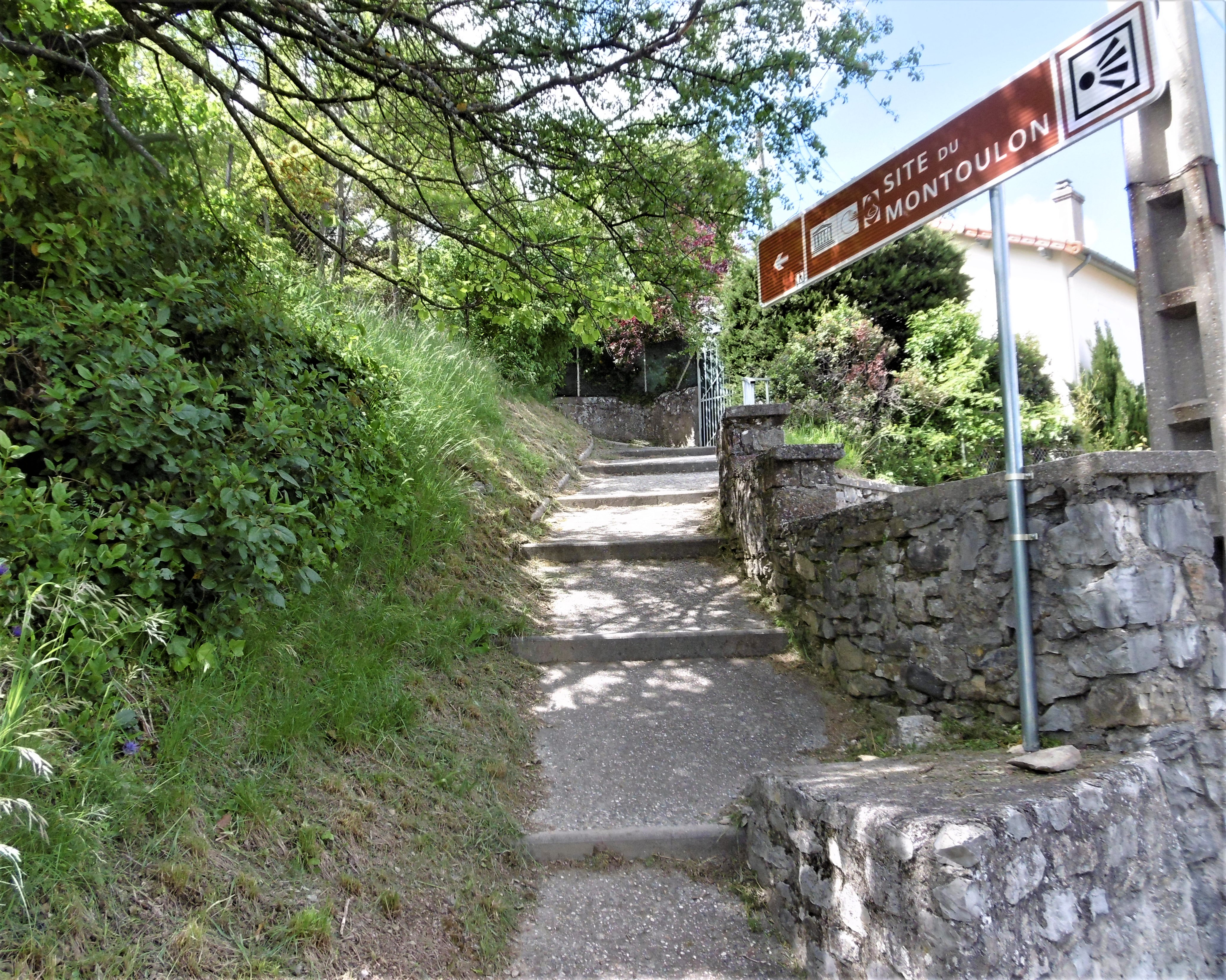
Panneau et sentier d'accès du Montoulon.
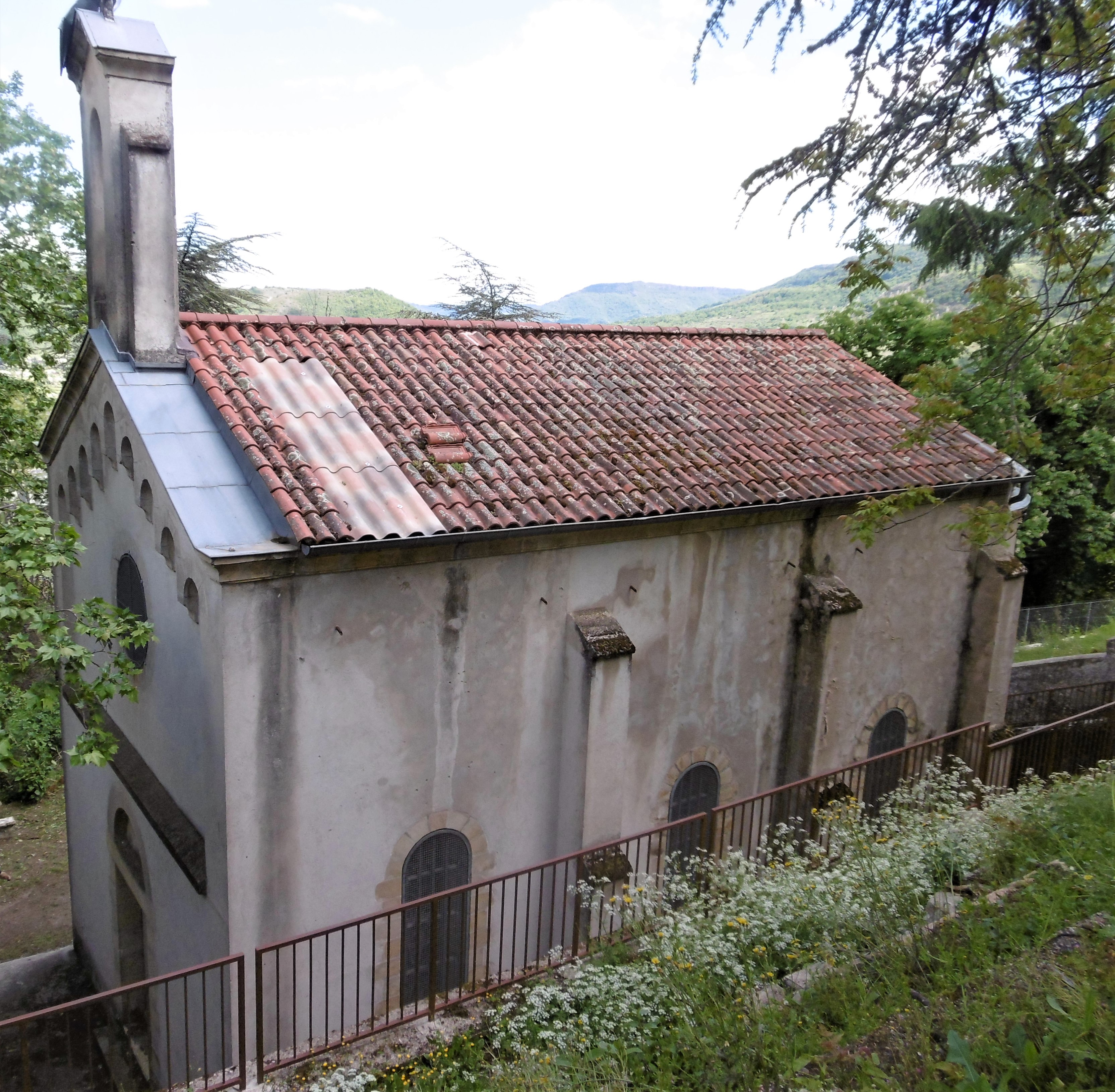
Chapelle Notre-Dame des Douleurs.
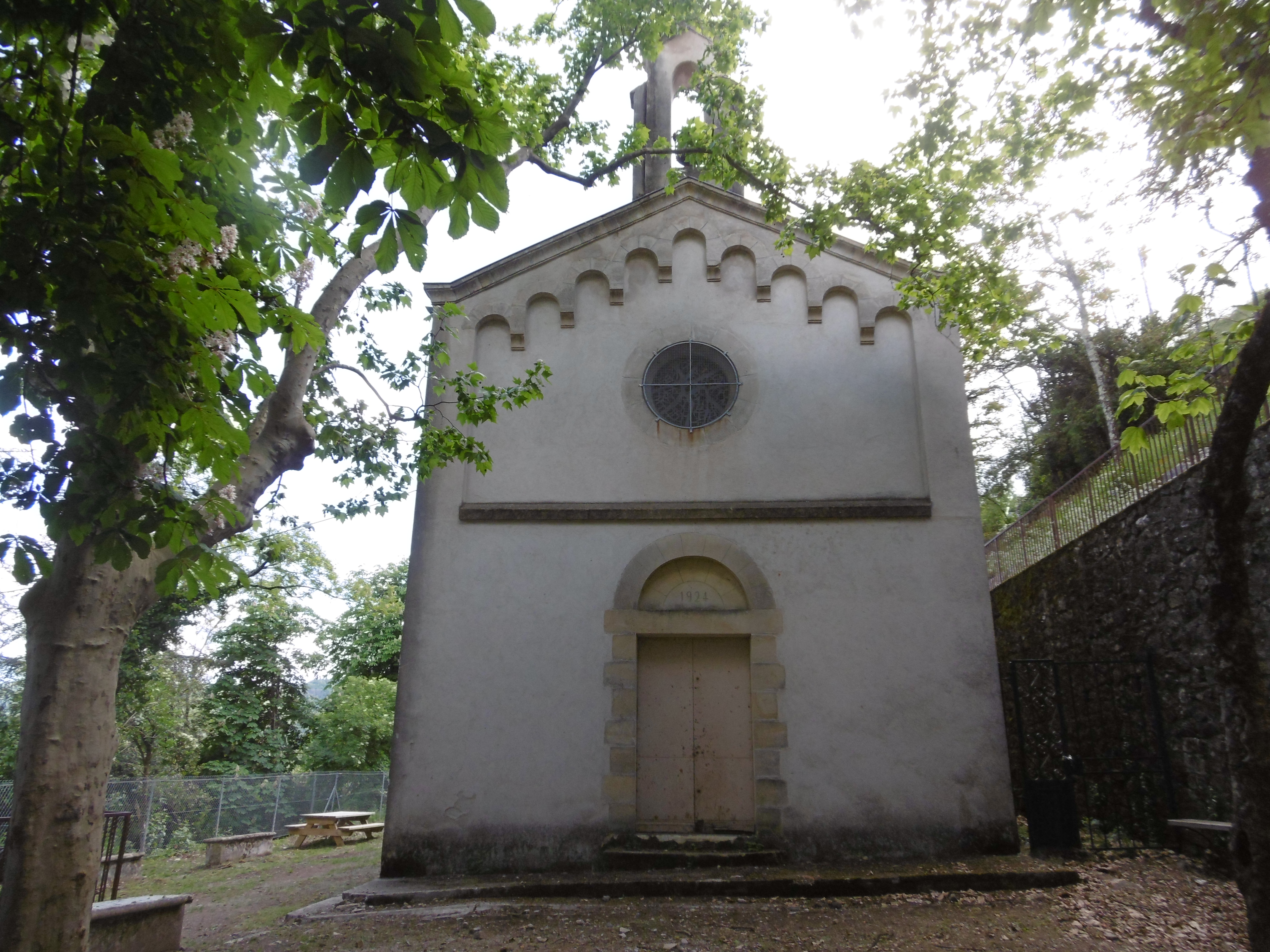
Autre vue de la chapelle.
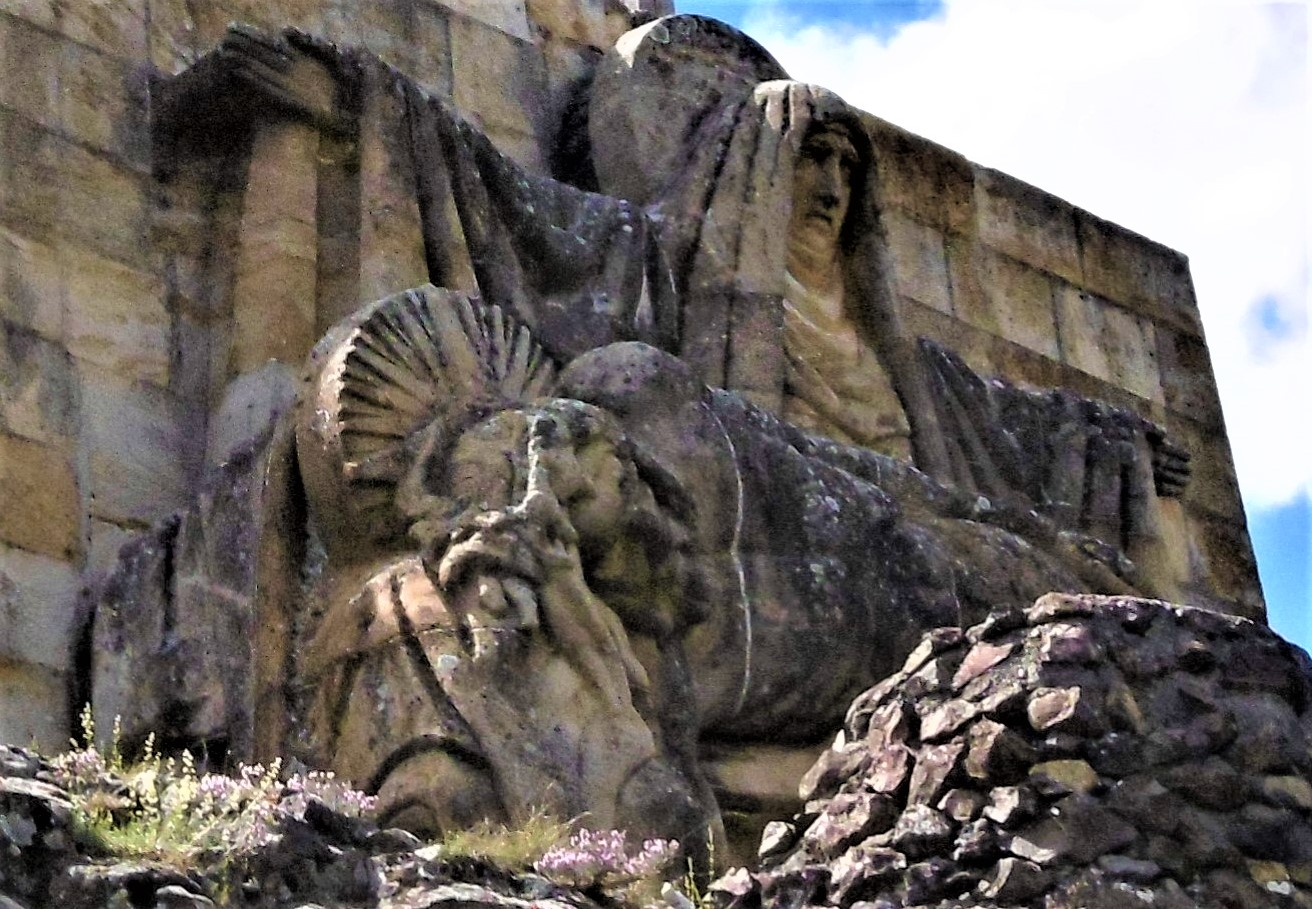
La Pietà.
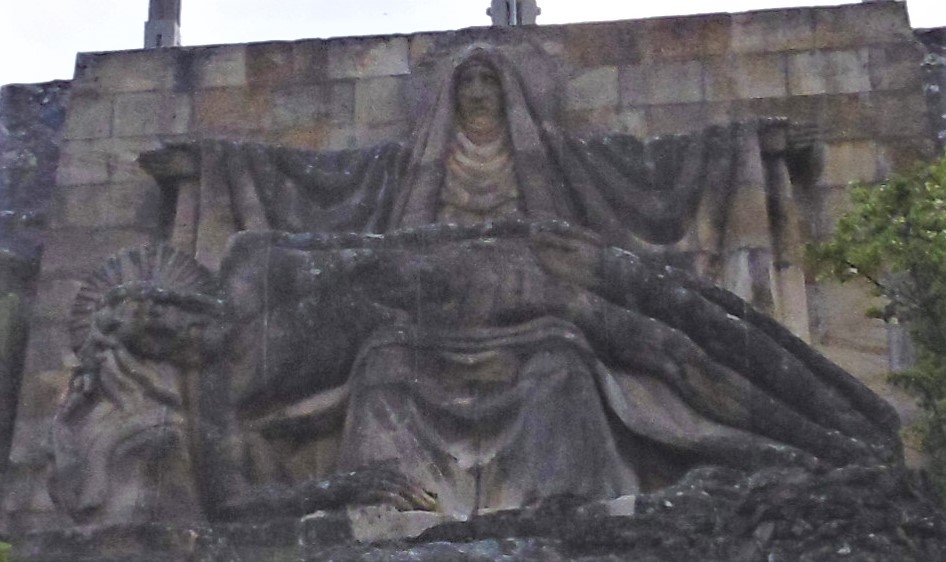
Autre vue de La Pietà.